# Sambabal (lied)
Sambabal is een lied van de Nederlandse zanger Gordon. Het werd in 2014 als single uitgebracht.

## Achtergrond
Ik proost met jou is geschreven door  Gordon Heuckeroth en geproduceerd door John Dirne. Het is een nummer dat past in de genres nederpop en samba. Gordon schreef het lied als aanmoedigingslied voor het Nederlands voetbalelftal voor het wereldkampioenschap voetbal 2014 in Brazilië. In het lied zingt de liedverteller over hoe het voetbalelftal Brazilië oranje zal doen kleuren. De titel is een woordspeling met de sambabal, die wordt gebruikt in Braziliaanse muziek, en de voetbal. 
Met de regel "Brasil kleurt oranje, kan niemand omheen, al ben je Chinees of Roemeen (Sambabal bij)" reageerde Gordon in het lied op een opmerking die hij maakte tijdens het jureren van Holland's Got Talent in 2013. Hij vroeg hij aan een Chinese deelnemer wat hij ging zingen, waarna hij zelf het antwoord "nummer 39 met rijst" invulde. Dit werd door verschillende mensen als racistisch ervaren, maar Gordon meldde dat het een grapje was en er geen sorry voor ging zeggen. Hij ging er dus nog verder op door in het lied. In de videoclip is een daarnaast een tekening van een Aziatisch ogend figuur te zien die een bordje met het nummer 39 omhoog houdt.
Op de B-kant staat een "Sambalbij versie" van het lied, waarin meer instrumentale solo's zijn te horen.

## Hitnoteringen
De zanger had succes met het lied in Nederland. Het piekte op de achttiende plaats van de Single Top 100 en stond zes weken in deze hitlijst. De Top 40 werd niet bereikt; het lied bleef steken op de zestien plaats van de Tipparade.